# Manuel Vítor
Manuel Vítor de Azevedo (Juiz de Fora, 25 de maio de 1898 — São Paulo, 25 de janeiro de 1988) foi um político brasileiro. Exerceu o mandato de deputado federal constituinte por São Paulo em 1946. Representava o Partido Democrata Cristão.